# Лесковік
Лесковік (алб. Leskovik) — місто та колишній муніципалітет в Албанії, у області Корча. Під час реформи місцевого самоврядування 2015 року він став підрозділом муніципалітету Колоньє. До 2015 року був центром муніципалітету. Лежить на албансько-грецькому кордоні.

## Назва
Топонім Лесковик утворений від слов’янського слова леска, що означає ліщина або ліщинова річка разом із суфіксом ik. Назва міста була написана як Lexovico на карті (1821) Pouqueville та як Leskovik в османському документі (1851).

## Історія
Лісковик був визнаний містечком на початку 1800-х років. Він був задуманий як центр відпочинку та відпочинку для османської адміністрації. Був значним центром ордену Бекташі. У Лесковику бекташійське текке було засновано у 1887 році уродженцем міста та релігійним діячем Абедіном Бабою. У текке містилася невелика кількість дервішів і могила Абедін Баби, пізніше зруйнована війною. Іншою культовою спорудою була Пазарська (Базарна) мечеть Лесковика.
Під час Балканских воєн османське панування закінчилося, і Лесковик на короткий час потрапив під контроль грецьких військ. Невдовзі після того, як місто відвідала міжнародна комісія, яка відповідала за встановлення точних кордонів між Королівством Греція та новоствореним князівством Албанія. Існували деякі труднощі з проведенням нового кордону міжнародною комісією з демаркації кордонів, оскільки територія навколо Лесковіка та неподалік Кониці містила змішане населення албанців і греків. Після поділу Кази Лесковик (1913) за демографічним принципом, її грецькі поселення відійшли до Греції, а албанські поселення стали частиною Албанії, а сам Лесковік потрапив до албанської провінції Колоньє.
Згідно з Флорентійським протоколом (17 грудня 1913 р.) Лесковік був остаточно переданий Албанії. 5 березня 1914 місто офіційно приєдналося до Автономна Республіка Північного Епіру.
21 листопада 1940 року під час греко-італійської війни частини II армійського корпусу грецьких військ увійшли в Лесковик, прорвавши оборону Італії. Пізніше місто виявило сильну підтримку комуністичним партизанам під час італійської та німецької окупації Другої світової війни.
Народна Соціалістична Республіка Албанія, будучи союзником Радянського Союзу, брала участь у громадянській війні в Греції (1946-1949), підтримуючи очолювану комуністами Грецьку демократичну армію. На деякий час його штаб-квартирою став Лесковик. У місті також був навчальний центр, центр постачання, а також медичні заклади для комуністичних партизанів, які кілька разів вторглися з албанської землі в грецький регіон Граммос і втекли назад до Албанії після завершення операції.
Населення зменшилося після 1990-х років через еміграцію. У сучасний період місто Лесковик є релігійно змішаним, складається з мусульман-бекташів і східних православних християн. Частину православної громади складають арумуни, які живуть у змішаних кварталах міста.
Одна з небагатьох пам’яток у Лесковику, що пережили його бурхливе минуле, – це прикрашена гробниця Кані-паші, розташована всередині нинішнього Бекташі текке.

## Уродженці
Наїм Фрашері (1923-1975) — албанський актор театру і кіно.